# Пиріг зі сміяницею
Пиріг зі сміяницею — український радянський мультфільм фільм, знятий у 1980 році студією «Київнаукфільм». 

## Сюжет
Весела історія про те, як ягоди сміяниці допомогли жителям казкового міста Сміхоград перемогти злого дракона.

## Творча група
- Автор сценарію: Генріх Сапгір
- Режисер: Олена Баринова
- Художник-постановник: Наталя Чернишова
- Композитор: Вадим Ільїн
- Оператор: Анатолій Гаврилов
- Художники-мультиплікатори: І. Бородавко, Михайло Титов, Я. Селезньова, Адольф Педан, Ніна Чурилова, Ельвіра Перетятько
- Асистенти: О. Малова, Ірен Грис, Е. Зеніч, А. Савчук, Ірина Сергєєва
- Звукооператор: Ізраїль Мойжес
- Ролі озвучили: Антоніна Лефтій, Микола Гринько, Ірен Грис-Лаврова, Євген Паперний, Андрій Праченко
- Редактор: Л. Пригода
- Режисер монтажу: В. Васильєва
- Директор картини: Іван Мазепа